# Monepidosis duplicis
Monepidosis duplicis är en tvåvingeart som beskrevs av Boris Mamaev 1998. Monepidosis duplicis ingår i släktet Monepidosis och familjen gallmyggor. Inga underarter finns listade i Catalogue of Life.